# Insurreição do Queimado
A Insurreição de Queimado, ocorrida  dia 19 de março de 1849, é considerada o principal movimento contra a escravidão no estado brasileiro do Espírito Santo. A revolta está registrada em livros como: "A Insurreição de Queimado" do escritor Afonso Cláudio de Freitas Rosa (que viria, mais tarde, a se tornar governador do Espírito do Santo) e "História da Serra" do historiador capixaba Clério José Borges.

## História
Em março de 1849, São José do Queimado foi palco de uma Insurreição (as classes dominantes usavam esse nome para se referir à Revolta) que foi uma das maiores rebeliões a favor da libertação, ou seja,  da alforria dos negros escravizados na província do Espírito Santo, e uma das maiores na época em que ocorreu, ou seja, no Período Imperial do Brasil.
Por muitos anos a população branca e rica da cidade de Serra e do Espírito Santo tentaram, de certa forma, diminuir a importância do fato histórico ocorrido no distrito de São José do Queimado, menosprezando a luta dos negros pela liberdade.
Naquela localidade sempre ocorreu fugas de escravos, porém, a Insurreição do Queimado foi uma revolta que durou até Elisiário, um dos líderes do Movimento, ter sido preso cinco dias depois do início da Insurreição, no dia 23 de março. Cerca de trezentos negros participaram do levante; eles iam de fazenda em fazenda clamando a todos os escravos o apoio ao movimento.
O padre Gregório de Bene, foi o maior interessado na construção da igreja, e o autor dos boatos que, como recompensa pela ajuda durante os horários de folga, os negros escravizados ganhariam a liberdade, a ser concedida no do da inauguração. Nesse dia, os negros revoltados porque a tal liberdade não era declarada, começaram um protesto que culminou com a queimada da igreja. Os senhores, temerosos das consequências, chamaram tropas militares, que investiram contra os protestantes para dispersá-los, ferindo uns e matando outros. Houve reação e a luta tomou características de verdadeira guerra.

## Missionário tido como herói
O historiador Wilson Lopes de Resende, em obra de 1949, com o título “A Insurreição de 1849 na Província do Espírito Santo”, tece elogios ao Frei Gregório, ainda que as mentiras deste tenham sido o estopim para a revolta. Diz o historiador que o frade foi um desses heroicos missionários catequistas que foram sempre contra a escravidão. Em razão de sua participação a favor dos escravos, Padre Gregório foi preso pela força policial no dia 20 de março e depois foi expulso do Espírito Santo.

## Os 5 Líderes da Revolta
Os 5 líderes da revolta foram: ⁣
- Elisiário (o zumbi);
- Francisco, o Chico Prego;
- João;
- João, o Pequeno;
- Carlos peitos de homens.

## Festejos de São José
Foi nessa data, 19 de março, data em que a Igreja Católica comemora a Festa de São José, que os escravos iniciaram a revolta. O padre estava rezando a Missa, às 15 horas, quando os escravos, exaltados, invadiram a Igreja aos gritos de “Liberdade, Liberdade”. Frei Gregório acabou por abandonar o altar e se trancou na sacristia da Igreja, sem qualquer comunicação com os escravos.

## Fuga dos escravos da prisão
No dia 7 de dezembro de 1849, após serem presos pela força policial, cinco presos conseguiram fugir da prisão. Como lá não foi encontrado sinal de arrombamento, a fuga foi atribuída a um milagre de Nossa Senhora da Penha. Os negros fugiram para as matas do Mestre Álvaro e do Mochuara e alguns chegaram a construir um quilombo na região de Cariacica.
Numa clara alusão ao herói Zumbi dos Palmares, Elisiário tornou-se uma lenda, sendo cognominado o Zumbi da Serra.